# Krásno nad Kysucou
Krásno nad Kysucou – miasto w środkowej Słowacji, w kraju żylińskim, w powiecie Czadca, w historycznym regionie Kysuce.
Krásno nad Kysucou leży na wysokości 392 m n.p.m., w dolinie rzeki Kisucy, między Jawornikami a Beskidem Żywieckim. W 2011 roku miasto liczyło 6920 mieszkańców. Powierzchnia miasta wynosi 27,77 km².
Po raz pierwszy miejscowość wzmiankowana w 1325 jako Krasna, a później jako Crassna (1352), Krasno (1508), Kysucké Krásno (1808). Pierwsi osadnicy pochodzili z Małopolski i z Orawy. Należała najpierw do żylińskiego mieszczaństwa, potem do państwa Strečno. W 1598 miejscowość liczyła 30 domów, 253 rodzin 1420 mieszkańców. Znaczenie zaczęło rosnąć pod koniec XVIII wieku, kiedy to do miejscowości przybyli franciszkanie z Żyliny i zorganizowali pierwszą parafię rzymskokatolicką. W 1825 Krasno liczyło już 325 domów i 2346 mieszkańców. Kolejnym bodźcem do rozwoju było otwarcie Kolei Koszycko-Bogumińskiej w 1871.